# Autoridad de Transporte Metropolitano del Condado de Los Ángeles
La Autoridad de Transporte Metropolitano del Condado de Los Ángeles (en inglés: Los Angeles County Metropolitan Transportation Authority, LACMTA), también conocida simplemente como Metro, es la agencia regional encargada de la planificación del transporte en general y la provisión del transporte público para todo el condado de Los Ángeles. La agencia desarrolla y supervisa los planes de transporte, políticas, programas de financiamiento, y las soluciones a corto y largo plazo para mejorar la movilidad y la accesibilidad al transporte en el condado.
Metro opera el tercer sistema de transporte público más grande de los Estados Unidos, medido por el número de viajeros. El sistema funciona sobre un área de 3711 km² y maneja más de 2000 autobuses en la calle durante las horas pico en los días laborales. Metro también ha diseñado, construido y actualmente opera 185 kilómetros de tren ligero y tren urbano.
- Metro de Los Ángeles - Líneas ferroviarias locales
- Transporte Rápido por Autobús en Los Ángeles - Líneas de autobús
- Metrolink - Tren de cercanías

Metro cuenta con 9200 empleados, haciéndola una de las empleadoras más grandes de la región. También financia parcialmente a dieciséis operadores municipales de autobuses y una amplia gama de los proyectos de transporte, incluyendo vías para bicicletas e instalaciones del peatón, caminos locales y proyectos de mejoramiento de carreteras, movimiento de mercancías, trenes suburbanos Metrolink, patrulla de servicio en las autopistas y teléfonos de emergencia sobre las autopistas dentro de la región metropolitana de Los Ángeles.